# Dream Come True
Dream Come True är gruppen A Flock of Seagulls fjärde album, utgivet 1985 i UK och 1986 i USA.

## Låtlista
1. "Better & Better" - 5:21
2. "Heartbeat Like a Drum" - 5:33
3. "Who's That Girl (She's Got It)" - 4:17
4. "Hot Tonight" - 5:56
5. "Cry Like a Baby" - 6:28
6. "Say So Much" - 3:38
7. "Love on Your Knees" - 3:57
8. "How Could You Ever Leave Me" - 3:24
9. "Whole Lot of Loving" - 6:02